# Hissjön, Närke
Hissjön är en sjö i Askersunds kommun i Närke och ingår i Motala ströms huvudavrinningsområde. Sjön har en area på 0,984 kvadratkilometer och ligger 130,2 meter över havet. Sjön avvattnas av vattendraget Skyllbergsån (Joxtorpsån). Vid provfiske har abborre, gers, mört och nors fångats i sjön.

## Delavrinningsområde
Hissjön ingår i det delavrinningsområde (653506-146209) som SMHI kallar för Utloppet av Hissjön. Medelhöjden är 153 meter över havet och ytan är 13,58 kvadratkilometer. Det finns inga avrinningsområden uppströms utan avrinningsområdet är högsta punkten. Skyllbergsån (Joxtorpsån) som avvattnar avrinningsområdet har biflödesordning 2, vilket innebär att vattnet flödar genom totalt 2 vattendrag innan det når havet efter 182 kilometer. Avrinningsområdet består mestadels av skog (80 procent). Avrinningsområdet har 1,05 kvadratkilometer vattenytor vilket ger det en sjöprocent på 7,8 procent.